# Ilava
Ilava (in ungherese Illava, in tedesco Illau) è una città della Slovacchia, capoluogo del distretto omonimo, nella regione di Trenčín.